# Helena Paleólogo
Helena Paleólogo (en griego: Ἑλένη Παλαιολογίνα; 3 de febrero de 1428-11 de abril de 1458) fue una princesa bizantina de la familia Paleólogo, que se convirtió en la reina consorte de Chipre y Armenia y de Jerusalén, y la princesa de Antioquía a través su matrimonio con el rey Juan II de Chipre y Armenia. Fue la madre de la reina Carlota de Chipre.
Se sospecha que envenenó a su yerno Juan de Portugal y ordenó que se cortara la nariz de la amante de su esposo. Sin embargo, acogió y asistió a muchos refugiados bizantinos en Chipre después de la caída de Constantinopla en 1453.

## Infancia
Helena nació en el castillo de Mistrá, Morea, Grecia el 3 de febrero de 1428, hija única de Teodoro II Paleólogo y Cleofa Malatesta. Sus abuelos paternos fueron Manuel II Paleólogo y Helena Dragas, y sus abuelos maternos fueron Malatesta I, Conde de Pesaro e Isabella Gonzaga. Sus muchos tíos incluyeron a los emperadores bizantinos Juan VIII Paleólogo y Constantino XI Paleólogo. Cuando tenía cinco años, su madre murió. Su padre nunca se volvió a casar porque estaba ocupado en la guerra que se libró contra los estados latinos en Grecia por la unificación de Morea.

## Reina de Chipre

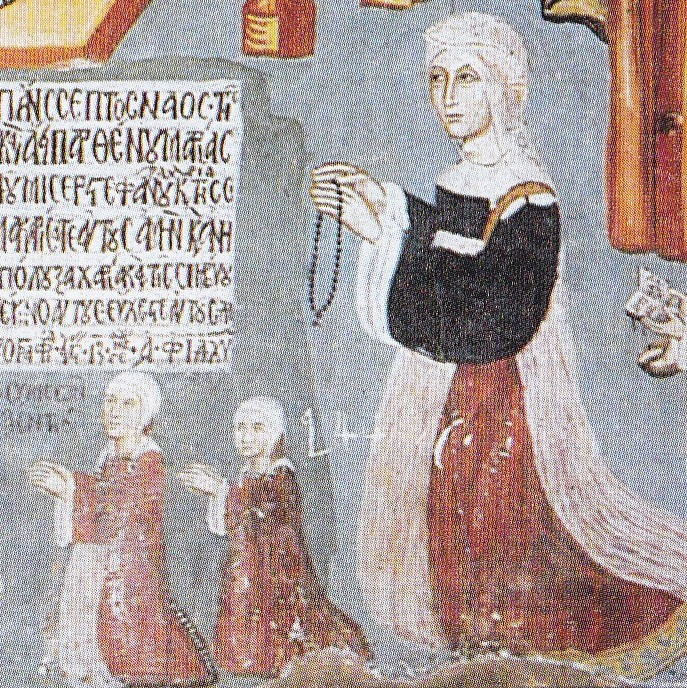
Helena y sus hijas

El 3 de febrero de 1442, en la Catedral de Santa Sofía en Nicosia, Helena se casó con el rey Juan II de Chipre y Armenia, Rey titular de Jerusalén y Príncipe de Antioquía. Era el hijo del rey Jano de Chipre de la dinastía de Lusignan y Carlota de Borbón-La Marche. Había cumplido catorce años el día de su boda, y Juan tenía veintisiete. La Crónica de Amadi registró la llegada a Chipre el 2 de febrero de 1442 de Madama Helena Palaeologo de la Morea y su posterior matrimonio al día siguiente. Helena fue la segunda esposa de Juan, su primera esposa, Amadea de Montferrat, murió en septiembre de 1440.
Poco después de su matrimonio, Helena ordenó que se cortara la nariz de la bella amante de su marido, Marietta de Patras. Marietta había dado a Juan un hijo, Jacobo, varios años antes de su matrimonio con Helena. Más tarde, Helena y Jacobo se convertirían en enemigos acérrimos, cada uno tratando de ganar influencia sobre el Rey Juan. Helena estaba resentida porque su esposo había nombrado a Jacobo arzobispo de Nicosia cuando tenía dieciséis años. Cuando el muchacho asesinó a Iacopo Urri, el chambelán real el 1 de abril de 1457, fue destituido de su cargo y huyó de la isla, pero el rey Juan lo perdonó y le restituyó el arzobispado .
Helena fue en gran parte responsable de la reaparición de la influencia griega en Chipre debido a los numerosos miembros de la corte bizantina que llegaron con ella y recibieron cargos en la corte de Lusignan. Esto condujo a una renovación de los lazos con el Imperio bizantino. Después de la caída de Constantinopla por los turcos otomanos en 1453, dio la bienvenida y prestó asistencia a muchos refugiados bizantinos que habían huido a Chipre. Se la describió como "más fuerte en carácter que su esposo". Se hizo cargo del reino, y sus políticas a favor de la fe ortodoxa y la cultura griega enfurecieron a los francos que la consideraban un enemigo peligroso; sin embargo, se había vuelto demasiado poderosa para atacar. El Papa Pío II también la condenó por apoyar a la Iglesia ortodoxa, y su dotación de 15,000 ducados por año para el monasterio de San Jorge de Mangana. También recibió muchas críticas ya que se consideró que había sido "generosidad extravagante en tiempos de pobreza". Los grecochipriotas, por otro lado, siempre habían reverenciado a Helena como una gran heroína debido a su carácter audaz y decisivo en el cuidado de sus intereses.
En 1457, ella envenenó a su yerno, Infante Juan de Portugal, que había dado su apoyo a la fiesta católica, incurriendo así en su ira y enemistad; también deseaba que su hija se casara con Luis de Saboya. Este segundo matrimonio que Helena arregló para su hija, Carlota tuvo lugar en 1459, cuando Helena y rey Juan estaban muertos. Carlota en ese momento había sucedido a su padre como Reina de Chipre.

## Descendencia
Juntos, Juan y Helena tuvieron dos hijas:
- La reina Carlota de Chipre (28 de junio de 1444 - 16 de julio de 1487), se casó primero en mayo de 1456 con el infante Juan de Portugal; por segunda vez, el 4 de octubre de 1459, Luis de Saboya, conde de Ginebra, con quien tuvo un hijo no identificado que murió un mes después de su nacimiento. Carlota sucedió al trono de Chipre en 1458.
- Cleopha de Lusignan (murió el 8 de junio de 1448) a los cuatro años de edad.

## Muerte
Helena murió el 11 de abril de 1458 en la fortaleza de Nicosia, donde ella y el rey Juan se habían atrincherado durante la insurrección de su hijo ilegítimo, Jacobo. Fue enterrada en el Real Monasterio de Santo Domingo. John murió el mismo año, y fue sucedido por su única hija legítima sobreviviente, Charlota.
Como el único hijo de Charlota murió en la infancia, Helena no tiene descendientes sobrevivientes.